# Trượt băng tốc độ tại Thế vận hội Mùa đông 2018 - Vòng loại
Dưới đây là quy tắc xét tư cách tham dự và cách thức phân bổ số suất của môn trượt băng tốc độ tại Thế vận hội Mùa đông 2018.

## Quy tắc xét loại
Có tổng cộng 180 vận động viên được phép tranh tài ở đại hội (tối đa 100 nam và 80 nữ). Quốc gia được phân bổ suất dựa trên thành tích tại ISU Speed Skating World Cup 2017-18 vào mùa thu năm 2017. Mỗi quốc gia được phép có tối đa ba vận động viên trên một giới tính đối với mỗi nội dung ngoại trừ 5000m, 10000m và xuất phát đồng hàng với chỉ 2 vận động viên là tối đa.

## Thời gian tối thiểu
Dưới đây là thời gian tối thiểu để đạt tư cách tham dự Thế vận hội.
| Nội dung            | Nam                            | Nữ                          |
| ------------------- | ------------------------------ | --------------------------- |
| 500 mét             | 35.70                          | 39.50                       |
| 1000 mét            | 1:10.50                        | 1:18.00                     |
| 1500 mét            | 1:48.00                        | 1:59.50                     |
| 3000 mét            | —                              | 4:12.00                     |
| 5000 mét            | 6:30.00                        | 7:20.00 or 4:08.00 (3000 m) |
| Xuất phát đồng hàng | 1:57.50 (1500 m)               | 2:10.00 (1500 m)            |
| 10.000 mét          | 13:30.00 hoặc 6:25.00 (5000 m) | —                           |

## Phân bổ suất
Bảng xếp hạng chung cuộc sau World Cup 4 vào ngày 10 tháng 12 năm 2017. Cột "tổng" bắt đầu với con số 257 dựa trên số lượng suất tối đa của một quốc gia, và giảm xuống còn 184 sau khi các quốc gia lên danh sách và tái phân bổ suất. Vào ngày 5 tháng 2 năm 184 suất được công bố.
| Quốc gia                     | Nam  | Nam   | Nam   | Nam   | Nam     | Nam               | Nam                 | Nữ   | Nữ    | Nữ    | Nữ    | Nữ    | Nữ                | Nữ                  | Tổng      |
| Quốc gia                     | 500m | 1000m | 1500m | 5000m | 10.000m | Đuổi bắt đồng đội | Xuất phát đồng hàng | 500m | 1000m | 1500m | 3000m | 5000m | Đuổi bắt đồng đội | Xuất phát đồng hàng | Tổng      |
| ---------------------------- | ---- | ----- | ----- | ----- | ------- | ----------------- | ------------------- | ---- | ----- | ----- | ----- | ----- | ----------------- | ------------------- | --------- |
| Úc                           | 1    | 1     |       |       |         |                   |                     |      |       |       |       |       |                   |                     | 1         |
| Áo                           |      |       |       |       |         |                   | 1                   | 1    | 1     | 1     |       |       |                   | 1                   | 2         |
| Belarus                      | 1    | 1     |       |       |         |                   | 1                   | 1    | 1     | 1     | 1     | 1     |                   | 1                   | 5         |
| Bỉ                           | 1    | 1     | 1     | 1     |         |                   | 1                   |      |       | 1     |       | 1     |                   |                     | 3         |
| Canada                       | 3    | 3     | 3     | 1     | 2       | X                 | 1                   | 3 2  | 3 2   | 3     | 3     | 2     | X                 | 2                   | 19        |
| Trung Quốc                   | 3    | 1     | 1     |       |         |                   | 1                   | 3    | 3     | 3     | 2     |       | X                 | 2                   | 13        |
| Đài Bắc Trung Hoa            | 1    |       | 1     |       |         |                   |                     | 1    | 1     | 1     |       |       |                   |                     | 3         |
| Colombia                     | 1    | 1     |       |       |         |                   |                     |      |       |       |       |       |                   | 1                   | 2         |
| Cộng hòa Séc                 |      |       |       |       |         |                   |                     | 1    | 2     | 2     | 2     | 1     |                   | 1                   | 3         |
| Đan Mạch                     |      |       |       |       |         |                   | 2                   |      |       |       |       |       |                   | 1                   | 3         |
| Estonia                      |      | 1     | 1     |       |         |                   |                     |      |       |       |       |       |                   | 1                   | 2         |
| Phần Lan                     | 2    | 2     |       |       |         |                   |                     | 1    |       |       |       |       |                   |                     | 3         |
| Pháp                         |      |       | 1     | 1     |         |                   | 1                   |      |       |       |       |       |                   |                     | 1         |
| Đức                          | 2    | 2     | 1     | 2     | 2       |                   |                     | 2    | 3     | 2     | 2     | 1     | X                 | 1                   | 9         |
| Hungary                      |      | 1     | 1     |       |         |                   |                     |      |       |       |       |       |                   |                     | 1         |
| Ý                            | 1    | 1     | 2     | 3     | 2       | X                 | 1                   | 2    | 1     | 1     | 1     |       |                   | 2                   | 9         |
| Nhật Bản                     | 3    | 3     | 3     | 2     | 1       | X                 | 2                   | 3    | 3     | 3     | 3     | 2     | X                 | 2                   | 16        |
| Kazakhstan                   | 3    | 3     | 2     |       |         |                   | 1                   | 1    | 1     | 1     |       |       |                   |                     | 6         |
| Latvia                       |      | 1     | 1     | 1     |         |                   | 1                   |      |       |       |       |       |                   |                     | 1         |
| Hà Lan                       | 3    | 3     | 3     | 3     | 2       | X                 | 2                   | 3    | 3     | 3     | 3     | 2     | X                 | 2                   | 20        |
| New Zealand                  |      |       | 2     | 1     | 1       | X                 | 2                   |      |       |       |       |       |                   |                     | 3         |
| Na Uy                        | 3 2  | 2     | 3     | 3     | 1       | X                 | 1                   | 1    | 2     | 2     | 1     |       |                   |                     | 9         |
| Ba Lan                       | 3    | 3     | 3     | 2     |         |                   | 1                   | 1    | 1     | 3     | 3     |       | X                 | 2                   | 14        |
| Vận động viên Olympic từ Nga | 3    | 3     | 3 1   | 3     | 1       |                   | 2                   | 3 2  | 3 2   | 3 1   | 2     | 2 1   | X                 | 2                   | 3         |
| România                      |      |       |       |       |         |                   |                     | 1    |       |       |       |       |                   |                     | 1         |
| Hàn Quốc                     | 3    | 3     | 2     | 1     | 1       | X                 | 2                   | 3    | 3     | 1     |       |       | X                 | 2                   | 16        |
| Thụy Điển                    |      |       | 1     | 1     |         |                   |                     |      |       |       |       |       |                   |                     | 1         |
| Thụy Sĩ                      |      |       | 1     | 1     |         |                   | 1                   |      |       |       |       |       |                   | 1                   | 2         |
| Hoa Kỳ                       | 3    | 3     | 3     | 2     |         | X                 | 2                   | 3    | 3     | 3     | 1     | 1     | X                 | 2                   | 13        |
| Tổng: 28 nước                | 36   | 36    | 36    | 24    | 12      | 8                 | 24                  | 32   | 32    | 32    | 24    | 12    | 8                 | 24                  | (184) 180 |